# Falkirk-wiel

Het Falkirk-wiel, sterk versneld; een halve draai duurt vijf minuten. De perioden van stilstand zijn weggeknipt, zodat de in- en uitvaart van de boten niet te zien is. Links het bezoekersgebouw.

Het Falkirk-wiel is een draaiende scheepslift genoemd naar de nabijgelegen stad Falkirk in Centraal-Schotland. De lift verbindt het Forth and Clyde Canal met het Union Canal, waarbij een hoogte van 35 meter overbrugd wordt. De scheepslift werd voltooid in 2002. De volledige realisatie van het project kostte 84,5 miljoen pond. Voorheen waren deze kanalen verbonden met behulp van elf sluizen die in 1933 zijn ontmanteld. Het is de enige roterende scheepslift ter wereld en wordt beschouwd als een uniek kunstwerk.
In 1994 begon men met het maken van de plannen voor een nieuwe verbinding tussen beide kanalen. Het duurde tot 1998 voordat men begon met de werkzaamheden. In 2002 was het wiel gereed en werd het officieel geopend door koningin Elizabeth.
Om het wiel te bereiken moeten schepen vanaf het Forth and Clyde Canal een schutsluis door. Union Canal is alleen te bereiken via de 180 meter lange Roughcastle-tunnel.

## Werking
Het ronddraaiende hoofddeel van de constructie zit tussen twee torens. Het wordt wiel genoemd, maar is geen compleet wiel, het oogt als twee verbonden armen of slingers van een klok. Aan het eind van elke slinger zit een wiel met een caisson die gevuld is met water. De caisson wordt horizontaal gehouden met een simpele tandwielconstructie: aan een toren is een tandwiel onbeweeglijk bevestigd. Dat is via een tussenwiel verbonden met een identiek tandwiel dat vastzit aan de caisson, zie afbeelding. Zo kan de caisson niet kantelen ten opzichte van de toren of de horizontaal. 
Met een halve draai (180°) wordt een boot in vijf minuten naar het hogere of lagere niveau gebracht.Dan worden de deuren tussen caisson en waterweg geopend en kan de boot uitvaren. Het totale proces van invaart tot uitvaart duurt ruim tien minuten.

### Structuur

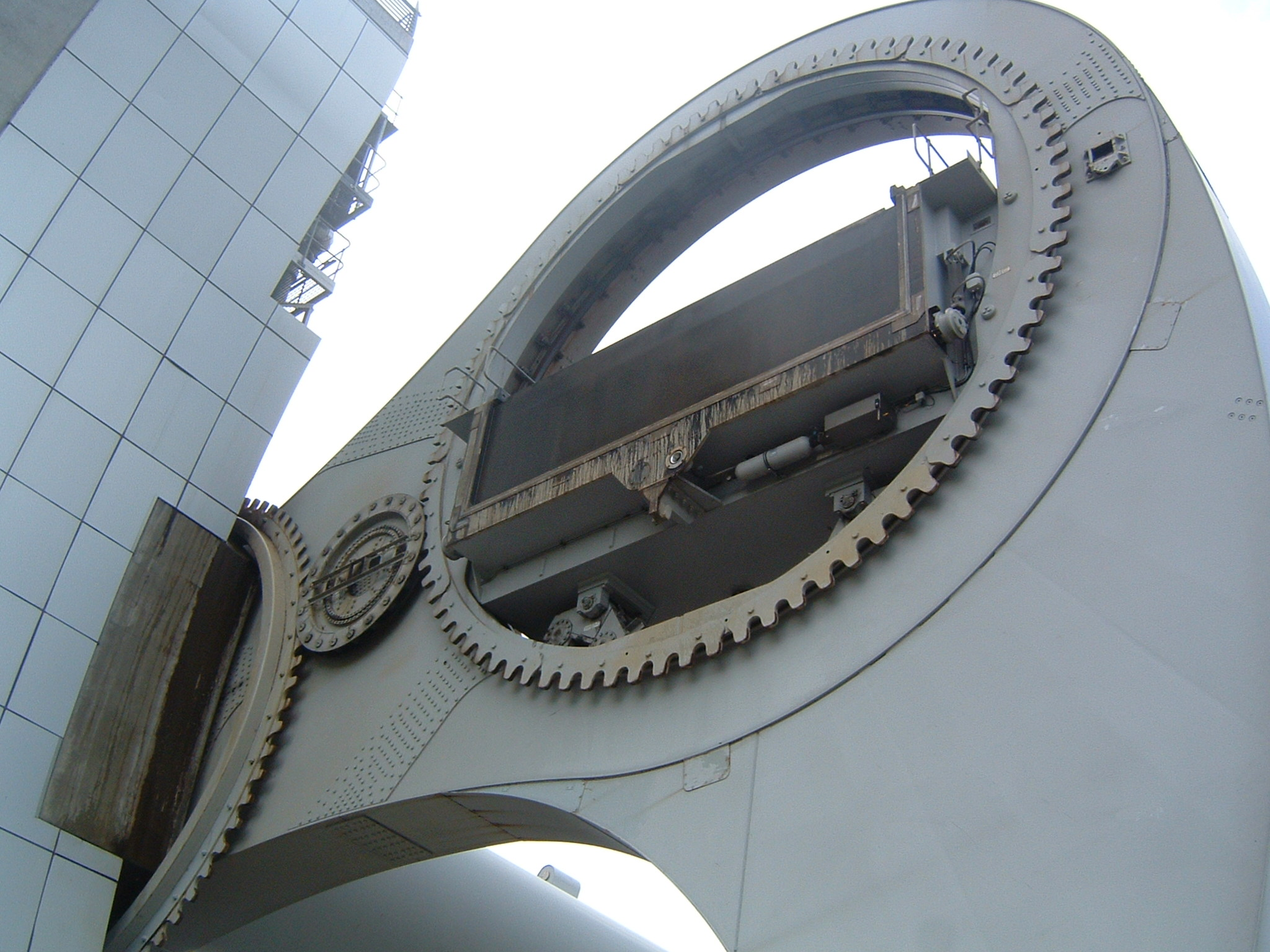
De ringtandwielen

Het wiel heeft een diameter van 35 meter en bestaat uit twee tegenoverliggende armen die 15 meter uitsteken ten opzichte van de centrale as, in de vorm van een dubbelhoofdige bijl. Twee tegenoverliggende caissons worden elk met 250 000 liter (250 m³) water gevuld.
Water en boten wegen samen altijd 500 ton, terwijl de gondels zelf 50 ton wegen. Met automatische kleppen en pompen maakt een computersysteem het waterniveau aan beide kanten op 37 mm nauwkeurig gelijk voordat het wiel gaat draaien. Daardoor is het gewicht in balans en kost de draaiing weinig energie: een halve draai kost 1,5 kilowattuur, vergelijkbaar met een uur stofzuigen of twintig minuten een elektrische oven gebruiken. 
Elk caisson is 6½ meter breed en kan meerdere boten tegelijk overbrengen, bijvoorbeeld vier narrowboats van 20 meter lang. Het wiel brengt de boten 24 meter omhoog of omlaag, een bijkomende sluis brengt ze nog 11 meter omhoog of omlaag.
In het bezoekerscentrum naast de lift is informatie te vinden over de lift en zijn werking. Ernaast leggen twee rondvaartboten aan die in vijftig minuten heen en terug door het wiel en de tunnel gaan.

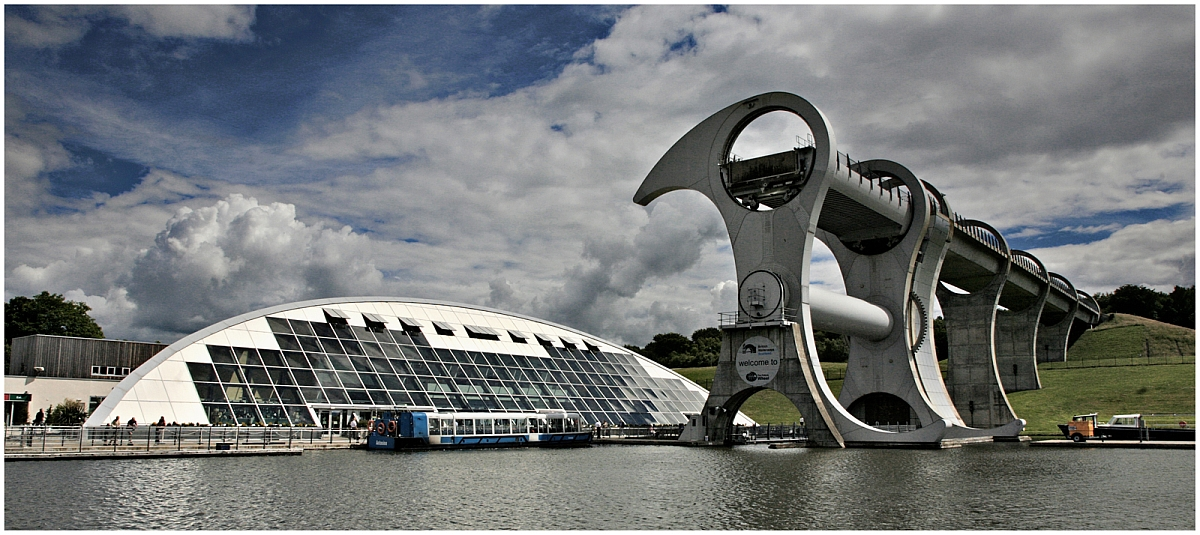
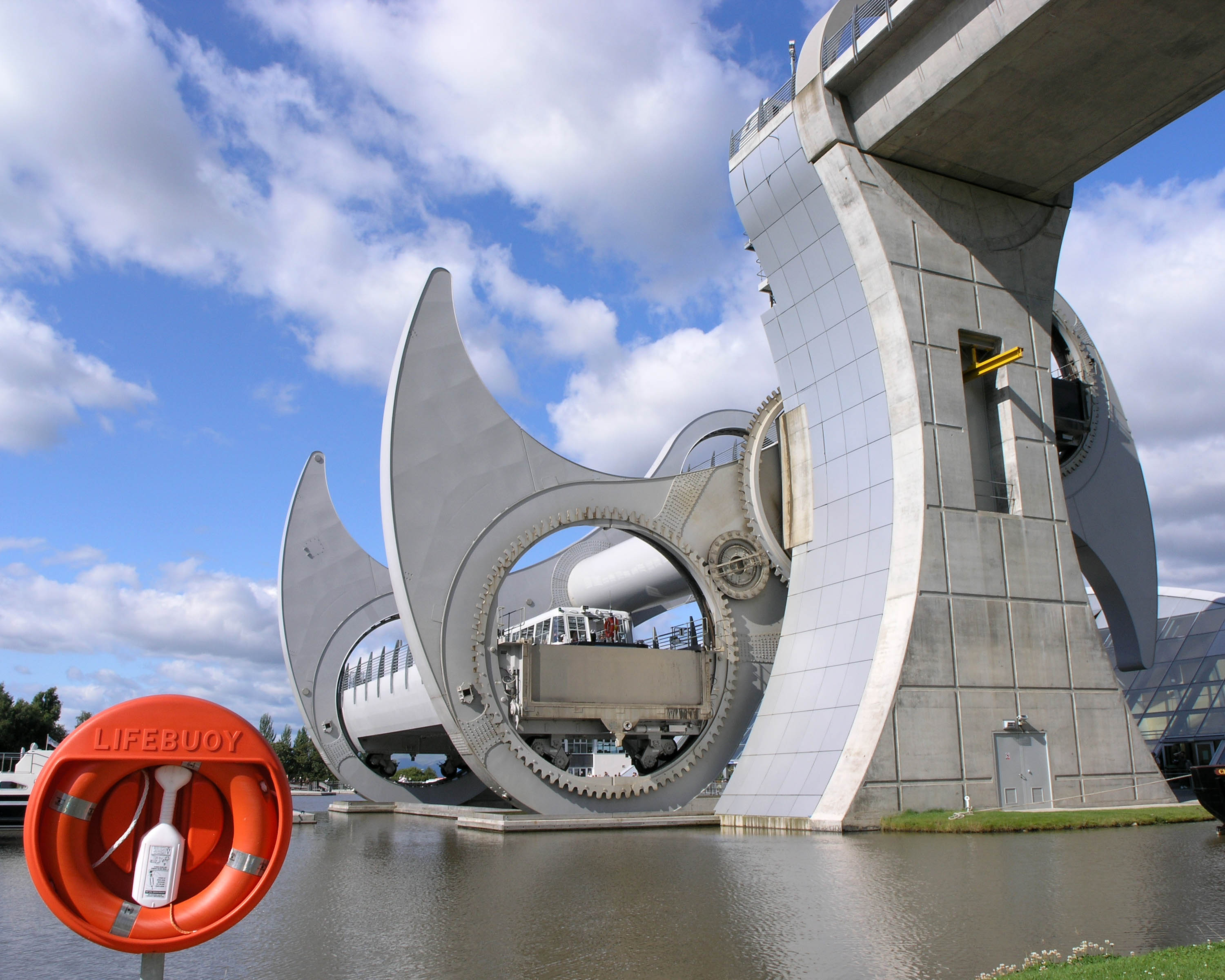
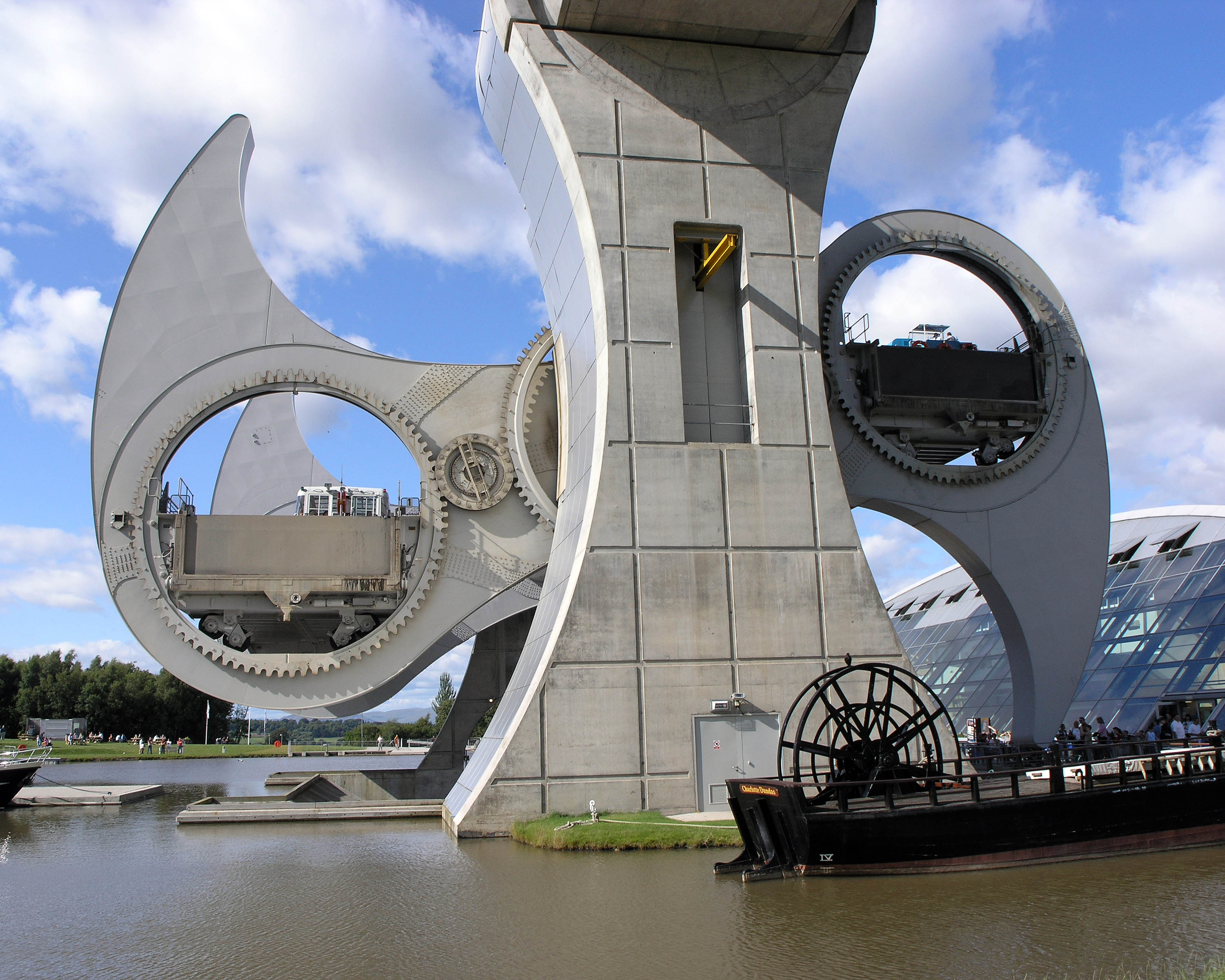
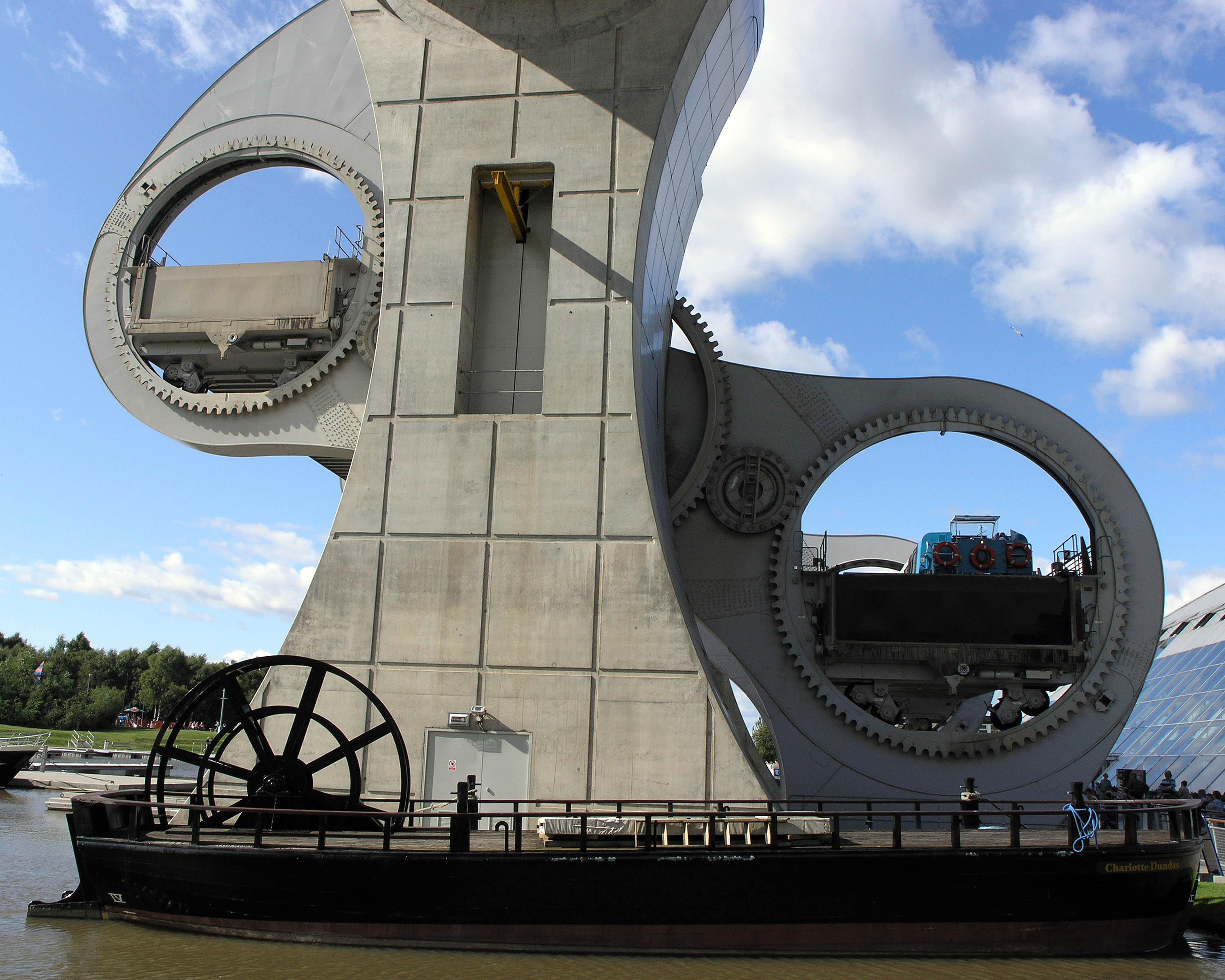
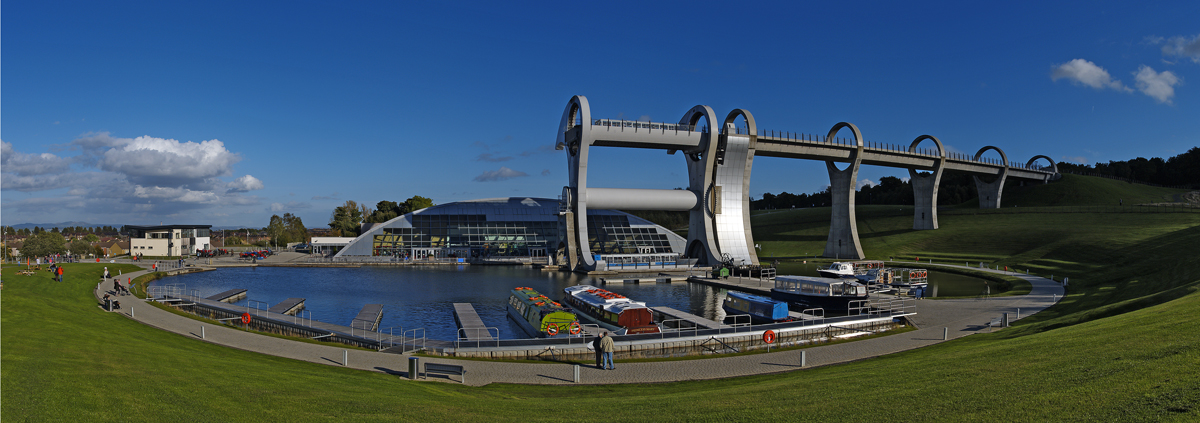
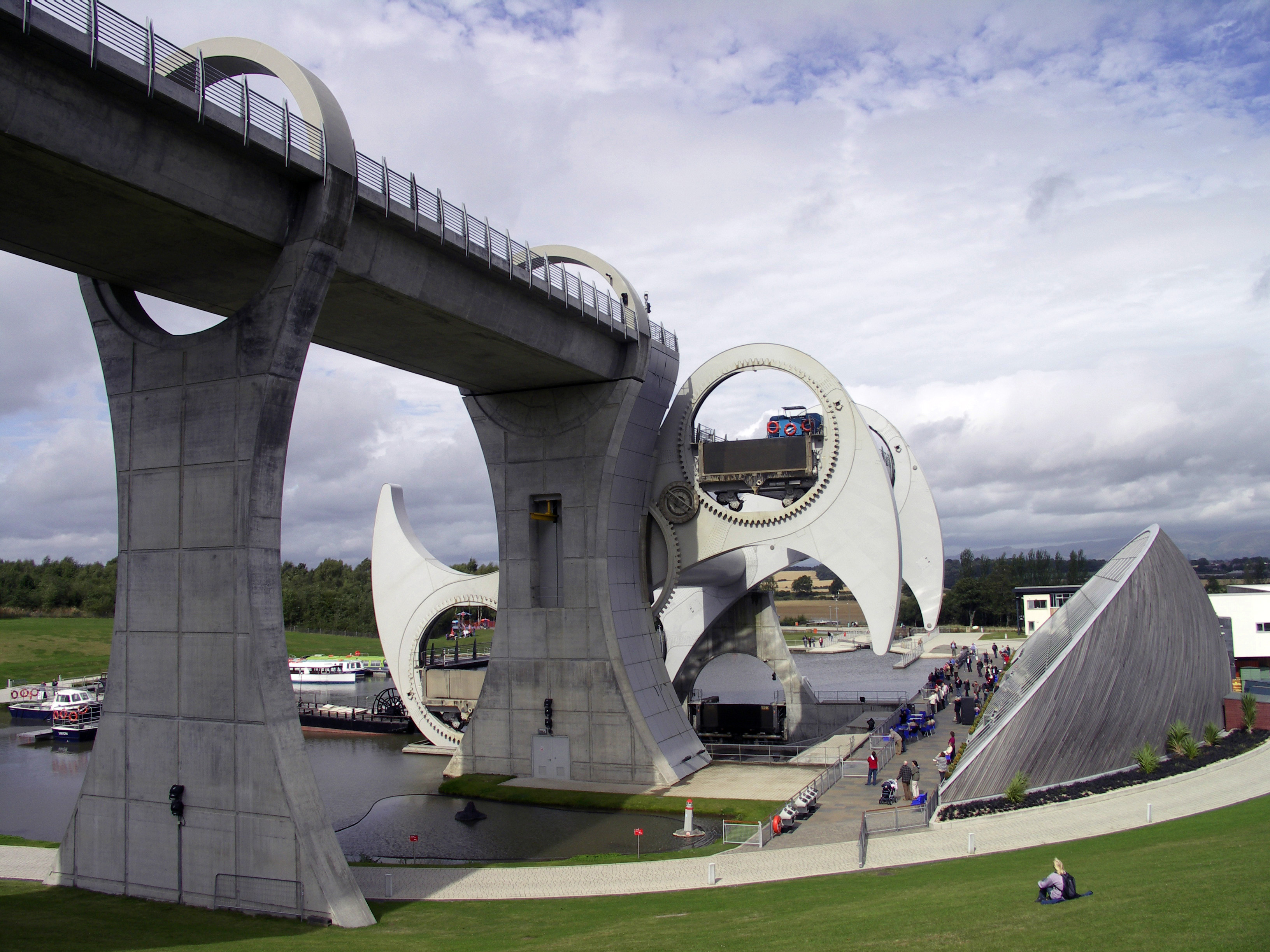
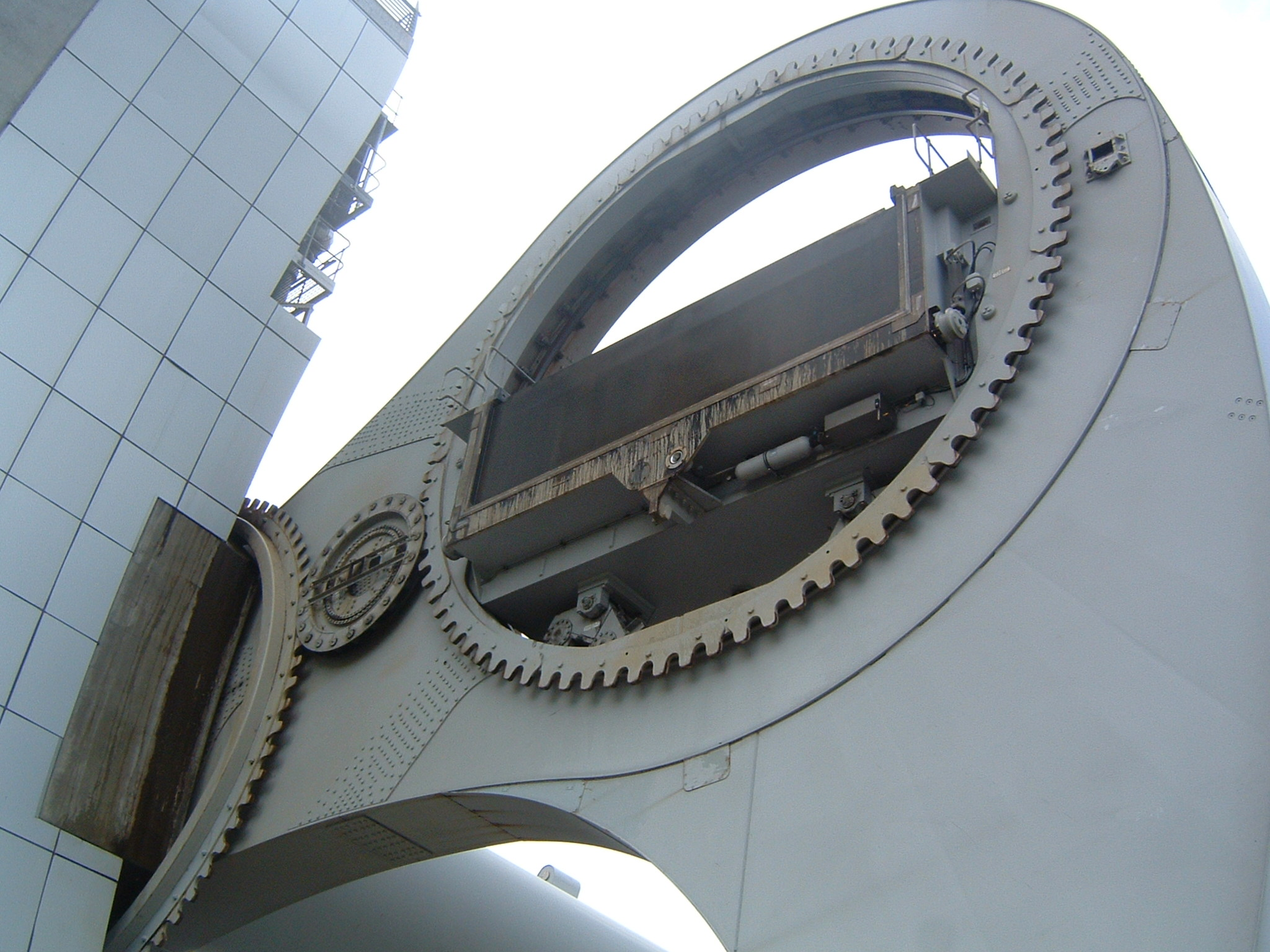